# Anerpa carinulata
Anerpa carinulata là một loài bọ cánh cứng trong họ Cerambycidae.